# Rutxeiki
Rutxeiki (en rus: Ручейки) és un poble de l'óblast de Vladímir, a Rússia, segons el cens del 2010 tenia 2 habitants. Pertany al districte municipal de Iúriev-Polski.